# Apollo 11 (filme de 2019)
Apollo 11 é um documentário estadunidense de 2019, produzido e dirigido por Todd Douglas Miller. O filme se concentra na missão Apollo 11 de 1969, o primeiro vôo espacial a partir do qual os homens caminharam na Lua.
O material do filme trás imagens de arquivo, incluindo gravações inéditas ao público, sem narração, entrevistas ou recriações modernas. O foguete Saturn V, tripulado por Buzz Aldrin, Neil Armstrong e Michael Collins, e o programa Apollo de operações de missões baseados na Terra são destaque no documentário.

## Lançamento
O filme estreou no Festival de Cinema de Sundance em 24 de janeiro de 2019 e foi lançado nos cinemas nos Estados Unidos pela Neon em 1 de março de 2019. 

## Recepção
Apollo 11 foi aclamado pela crítica, que elogiou principalmente a qualidade das filmagens e arrecadou US$ 15 milhões. No Rotten Tomatoes, o filme tem uma taxa de aprovação de 99% com base em 181 avaliações, com uma classificação média de 9/10. O consenso crítico do site diz: "Edificante e inspirador em igual medida, Apollo 11 usa imagens de arquivo habilmente reaproveitadas para enviar o público de volta a um momento crucial da história americana". No Metacritic, o filme tem uma pontuação média ponderada de 88 de 100, com base em 34 críticas, indicando "aclamação universal".

## Prêmios e indicações
O filme recebeu seis indicações ao Emmy Awards, incluindo melhor fotografia, vencendo três prêmios.